# 大楠町
大楠町（おおくすまち）は、神奈川県三浦郡に存在した町。
本項では発足時の中西浦村（なかにしうらむら）、改称した西浦村（にしうらむら）についても記す。

## 歴史

### 町名の由来
大楠山の所在による。

### 沿革
- 1889年（明治22年）4月1日 - 町村制の施行により、長坂村、荻野村、芦名村、佐島村、秋谷村が合併して中西浦村が発足。
- 1911年（明治44年）7月1日 - 中西浦村が改称して西浦村となる。
- 1935年（昭和10年）7月1日 - 西浦村が町制施行・改称して大楠町となる。
- 1943年（昭和18年）4月1日 - 横須賀市に編入。同日大楠町廃止。

## 現在の町名
- 住居表示実施地区：長坂一 - 五丁目、荻野、芦名一 - 三丁目、佐島一 - 三丁目、秋谷一 - 四丁目、佐島の丘一・二丁目、湘南国際村一 - 三丁目、子安および御幸浜の各一部
- 住居表示未実施地区：秋谷

## 参考資料
- 角川日本地名大辞典 14 神奈川県